# Pim Levelt
Willem Johannes Maria (Pim) Levelt (Amsterdam, 17 mei 1938) is een Nederlandse psycholinguïst.

## Levensloop

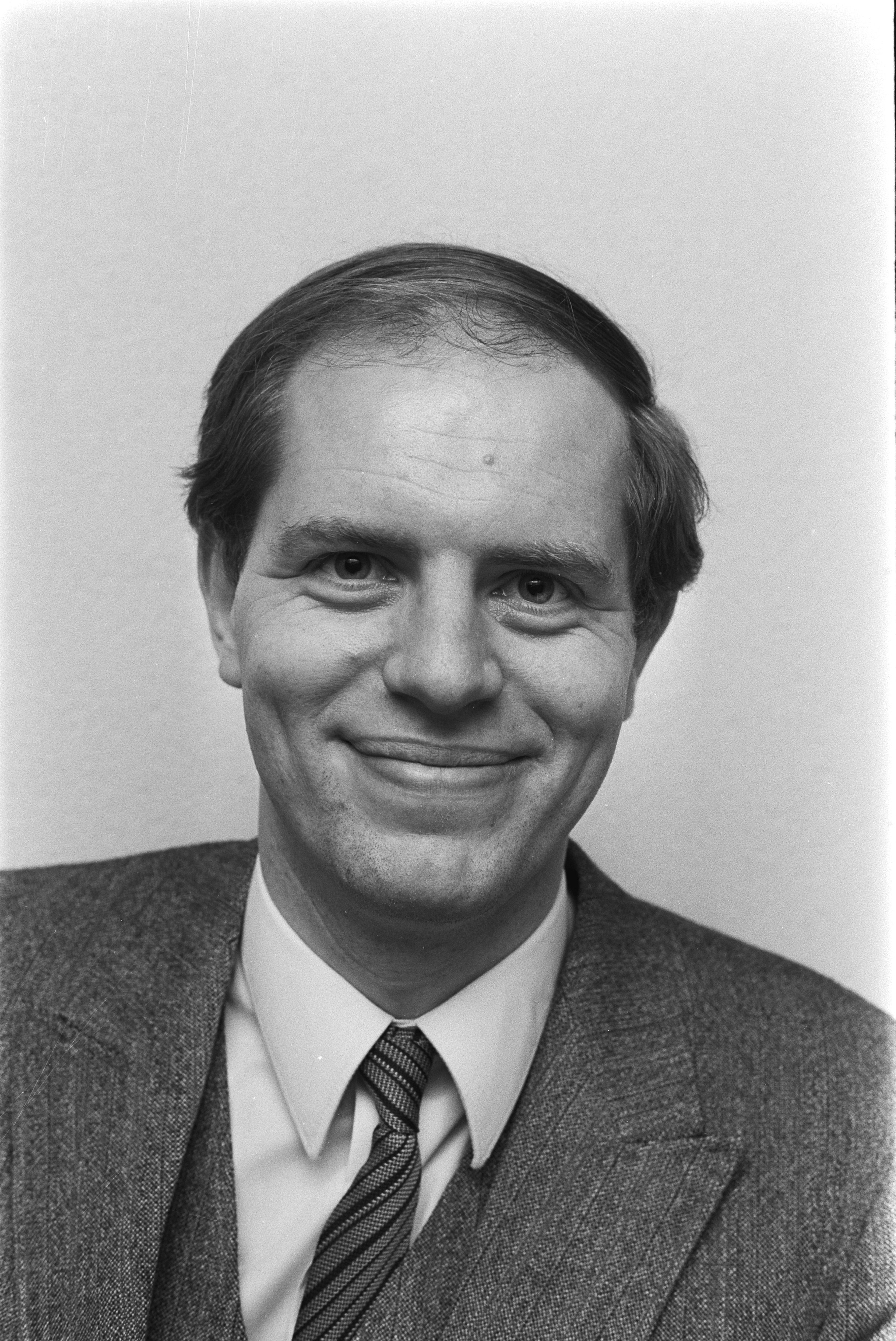
Pim Levelt (1970)

Levelt studeerde aan de Rijksuniversiteit Leiden. Tijdens zijn studie deed hij vijf maanden experimenteel onderzoek bij Albert Michotte aan de Universiteit van Leuven. Hij promoveerde in 1965 aan de Rijksuniversiteit Leiden op het proefschrift On binocular rivalry bij John P. van de Geer. Na zijn promotie bracht Levelt een jaar door aan het Harvard Center for Cognitive Studies. Vanaf 1966  was hij respectievelijk verbonden aan de Universiteit van Illinois, de Rijksuniversiteit Groningen en de Radboud Universiteit in Nijmegen. In 1968  werd hij aangesteld als directeur van het Instituut voor  Algemene Psychologie van de Rijksuniversiteit Groningen waar hij ook een aanstelling verwierf als hoogleraar Experimentele Psychologie en Psycholinguïstiek.
Van 1971 tot 1972 was Levelt  verbonden aan het Institute for Advanced Study in Princeton, New Jersey. Daar schreef hij ook zijn werk Formal grammars in linguistics and psycholinguistics dat in 1974 werd gepubliceerd. Vervolgens werd hij aan de Radboud Universiteit te Nijmegen aangesteld als hoogleraar Experimentele Psychologie.
Van 1980 tot medio 2006 was hij hoogleraar Psycholinguïstiek aan de Radboud Universiteit Nijmegen. Voorts is hij medeoprichter van het Max Planck Instituut voor Psycholinguïstiek in Nijmegen. Op 2 juni 2006 nam Levelt afscheid als directeur van dit instituut en als hoogleraar. Hij was van 2002 tot 2005 de president van de Koninklijke Nederlandse Akademie van Wetenschappen.

## Wetenschappelijke betekenis
Binnen de psycholinguïstiek is Levelt vooral bekend om zijn model voor spraakproductie. Hiervoor ontving hij op 29 mei 2011 de Orden Pour le Mérite für Wissenschaften und Künste. In 2003 ontving hij een eredoctoraat van de Universiteit Antwerpen en in 2005 van de Katholieke Universiteit Leuven. Daarnaast ontving hij nog eredoctoraten van de Universiteiten van Maastricht (2000) en  Padua (2004). In 1993 kreeg Levelt de Dr. Hendrik Muller Prijs.

## Model voor spraakproductie
Het  invloedrijke model van spraakproductie van Levelt onderscheidt drie opeenvolgende modulen of  stadia van verwerking. Allereerst Conceptuele Voorbereiding: het voorbereiden van een lexicaal concept. Gevolg door Formulering: het kiezen van de grammaticale en fonologische correcte vorm, waarbij geput wordt uit lemma’s in een mentaal lexicon, en o.a. ook de  betekenis van een woord wordt vastgesteld. Conceptuele, syntactische en fonologische verwerking volgen hierbij in de tijd op elkaar. Dit leidt ten slotte tot Articulatie of uitspreken van een woord. Andere spraakmodellen stellen dat fonologische verwerking in  een vroeger stadium de semantische (betekenis) en syntactische (grammaticale) verwerking kan beïnvloeden.

## Overige activiteiten
Op 9 september 2011 werd Levelt tot voorzitter van de naar hem genoemde commissie benoemd; die commissie onderzocht de vermeende fraude door sociaal psycholoog Diederik Stapel en bracht op 28 november 2012 samen met de parallelle commissies Noort, ingesteld door de Rijksuniversiteit Groningen, en Drenth, door de Universiteit van Amsterdam ingesteld, rapport uit.